# Apertura Keyless

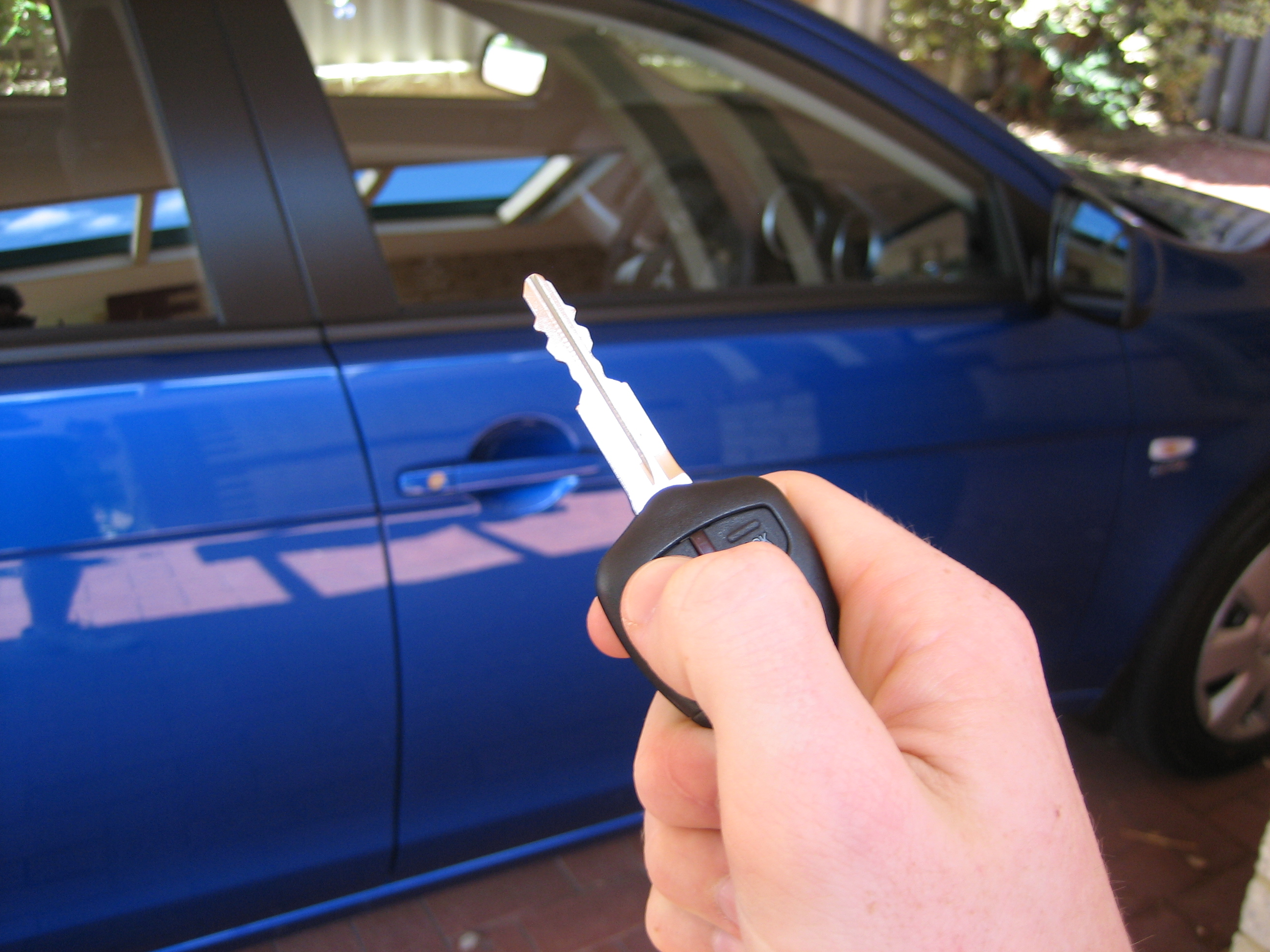
Un telecomando per l'apertura e la chiusura a distanza integrato in una chiave di accensione. Premendo un pulsante sulla chiave si sblocca l'auto. Un altro pulsante blocca l'auto.

Il termine chiusura centralizzata a distanza, si riferisce a una serratura che utilizza un telecomando elettronico come chiave che viene attivata da un dispositivo  di comando portatile o automaticamente per prossimità quando ci si trova nelle vicinanze del veicolo.
Ampiamente utilizzato nelle automobili, un sistema Keyless svolge le funzioni di una chiave per auto standard senza contatto fisico. Quando ci si trova in prossimità dell'auto, premendo un pulsante sul telecomando è possibile bloccare o sbloccare le portiere e svolgere altre funzioni come talvolta aprire il vano bagagli o le portiere dotate di servomeccanismi. Un sistema keyless può includere sia un sistema di accesso senza chiave a distanza, che sblocca le porte, sia un sistema di accensione senza chiave a distanza, che avvia il motore.

## Chiave intelligente
A partire dagli anni '90 alcune case costruttrici hanno cominciato a dotare i loro veicoli di chiavi o schede di accesso dotate di transponder e circuito di prossimità in grado di consentire l'accesso al veicolo e la successiva accensione del motore senza l'inserimento fisico della chiave stessa nel veicolo; questo sistema è stato talvolta chiamato "senza chiave" oppure "a mani libere".
Oggi, questo sistema si trova comunemente su una varietà di autoveicoli e motoveicoli; sebbene il metodo di funzionamento specifico differisca tra marche e modelli, la logica di utilizzo è generalmente simile: un veicolo può essere sbloccato senza che il conducente debba premere fisicamente un pulsante sul portachiavi per bloccare o sbloccare l'auto e si è generalmente  anche in grado di avviare o arrestare il motore senza dover inserire fisicamente la chiave nel quadro dato che il veicolo rileva che la chiave si trova in prossimità anche se collocata nella tasca dell'utente, nella borsa, ecc.
Unitamente alla possibilità di aprire e avviare il veicolo le moderne chiavi sono equipaggiate di un sistema transponder in grado di dialogare con la centralina di gestione del motore ed impedirne l'accensione in caso di mancata conferma di presenza della chiave; questa tecnologia è spesso chiamata "immobilizzatore elettronico" oppure "immobilizer".
Generalmente le chiavi sono consegnate in dotazione all'acquisto del veicolo e non ne è consentita la duplicazione se non con specifica richiesta alla casa costruttrice. Se si necessita di sostituire le chiavi, talvolta è necessario sostituire anche parti della centralina di gestione del motore poiché codificata direttamente con i dati presenti nel transponder di ogni chiave.